# Goneatara
Goneatara is een geslacht van spinnen uit de familie hangmatspinnen (Linyphiidae).

## Soorten
De volgende soorten zijn bij het geslacht ingedeeld:
- Goneatara eranistes (Crosby & Bishop, 1927)
- Goneatara nasutus (Barrows, 1943)
- Goneatara platyrhinus (Crosby & Bishop, 1927)
- Goneatara plausibilis Bishop & Crosby, 1935